# エイガー機銃

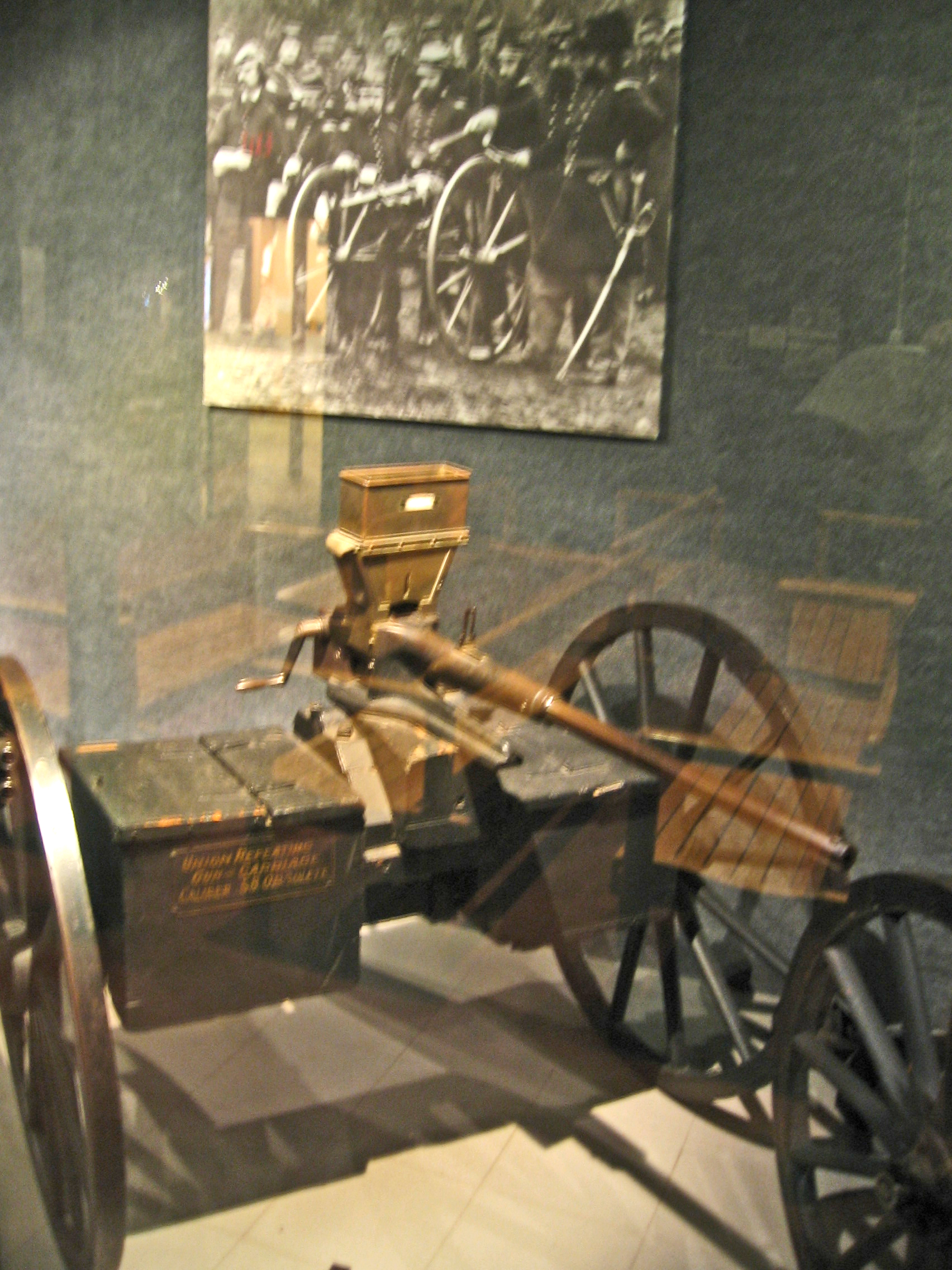
スプリングフィールド造兵廠博物館で展示

エイガー機銃（Agar gun）は南北戦争中に開発された初期の機関銃。エイジャー機銃（Ager gun）と記されることもある。愛称はコーヒーミル・ガン、またユニオン・リピーティング・ガンとも呼ばれた。

## 歴史
南北戦争中には新兵器、より性能の良い兵器の開発が推奨された。エイガー機銃はこの間に開発された、10種類以上の手回し機関銃の一つである。開発者であるウィルソン・エイガー（Wilson Agar、ウィルソン・エージャー（Wilson Ager）と綴られることもある）の名前からエイガー機銃と命名された。コーヒーミル・ガンとの愛称が与えられが、これは手回しクランクと弾倉の形状が家庭用のコーヒーミルに似ていたためである。
エイガーはその高い発射速度から、この機銃を「6フィート四方の軍隊」と宣伝した。1861年、エイガー機銃のデモンストレーションがリンカーン大統領に対して行われ、強い印象を与えた。リンカーンは「私をこの銃を自分で見て、またいくつかの実験にも立ち会い、政府の関心を引くに十分なものであると考えた」と記述している。10丁のエイガー機銃が直ちに購入され、さらに54丁が追加発注された。その潜在能力にもかかわらず、戦場ではほとんど使用されず、戦争が終わると売却された。

## 設計と性能
エイガー機銃は58口径（14.7 mm）の弾丸を使用した。標準的な紙製薬莢の弾丸を、再使用可能な金属チューブに装填した。チューブ底部の突起に雷管が装着され、チューブはじょうご型の弾倉に収められた。その形状が「コーヒーミル」に似ていた。
発砲には銃後部の手回しクランクが使われた。クランクを回すと弾丸は弾倉から銃に送り込まれ、一発ずつ発射された。くさび形のブロックが立ち上がって弾丸を適切な位置にロックし、カム駆動のハンマーが雷管を叩くことにより、弾丸が発射された。空になった金属チューブは機銃下部の容器で回収される。金属チューブに弾丸を再装填し、弾倉に収める。高発射速度を維持するためには、この作業を短時間で行う必要があり、機銃の操作員にとっては大きな負担となった。
エイガー機銃の銃身は一本であった。このため、特に発砲を続けた際のオーバーヒートという問題があった。この問題は、交換用の銃身を用意することである程度は解消された。通常、1丁の機銃に対して、2本の交換用銃身が用意された。エイガーはまた、銃身にジャケットをかぶせ、そこを流れる気流により銃身を冷却する空冷機構も追加した。冷却のための気流は、クランクによって回転するタービンが生成した。この気流は、銃身近くの紙製薬莢の燃えカスを吹き飛ばす役目も果たした。またオーバーヒートを防ぐため、発射速度は毎分120発に制限された。
エイガー機銃には鋼鉄製の防盾が標準で装着されていた。第一次世界大戦後半の機関銃は単銃身・防盾付きのものが標準的であったため、これに似たエイガー機銃は現代的な印象を与える。

## 使用
1861年にリンカーン大統領の前でエイガー機銃のデモンストレーションが行われた。リンカーンは非常に感心し、既に製造されていた10丁全てを購入した。価格は1丁$1300であったが、当時としては非常に高価であった（当時の小銃の価格は$20程度）。同年の後半、マクレラン将軍が50丁を追加注文したが、この際の価格は1丁$735と安くなっている。1861年、バトラー将軍が1丁$1,300で2丁、1862年にはフレモント将軍が1丁$1,500で2丁購入している。
エイガー機銃はアメリカ陸軍武器科から、弾丸消費量が多すぎて実用的でないと非難され、戦場で実際に使用されることは殆ど無かった。しばしば遠隔地にある橋や狭い道の防衛用として配備された。戦場での性能はしばしば十分ではなかった。単一銃身のためオーバーヒートの弱点があり、ジャミングも起こしやすかった。弾丸を装填する金属チューブは当初鋼鉄製で、重くて高価であり、またしばしば紛失した。後に真鍮製のチューブも製造されたが、戦争中には広く行き渡らなかった。射程の短さも問題であった。800ヤードの射程は、歩兵が使用するライフル・マスケットと同程度であった。より長射程の武器が望まれた。エイガー機銃は、戦場での使用方法のために、他の同時期の機関銃と同様に、その潜在能力を発揮できなかった。機関銃が戦場での重要な武器となったのは、もっと後のことであった。1865年、残っていたエイガー機銃は、1丁$500で売却された。
エイガー機銃そのものは有効に活用されることはなかったが、その銃身交換というアイデアは後年の機関銃設計の基本となった。

## 参考資料
- Springfield Armory National Historic Site: http://www.nps.gov/spar/historyculture/machine-guns.htm
- Roger Pauly, Firearms: the life story of a technology, ISBN 9780313327964
- Jack Coggins, Arms and Equipment of the Civil War, ISBN 0486433951
- James H. Willbanks, Machine guns: an illustrated history of their impact, ISBN 1851094806